# Bernhard Welte
Bernhard Welte (Meßkirch, 31 marzo 1906 – Friburgo in Brisgovia, 6 settembre 1983) è stato un teologo e filosofo tedesco.

## Biografia
Nato a Meßkirch, paese che diede i natali a Martin Heidegger, si diploma presso il convitto S. Konrad di Costanza. Nel 1924 inizia i suoi studi di Teologia cattolica presso l'Università di Freiburg i.B., città in cui viene ordinato sacerdote nel 1929. Nel 1939 si laurea in Teologia con Engelbert Krebs e nel 1940 aderisce al cosiddetto "circolo di Friburgo". Nel 1946 ottiene la libera docenza con un lavoro dal titolo La fede filosofica in Karl Jaspers e la possibilità della sua interpretazione attraverso la filosofia tomista. Nel 1952 diviene professore alla Albert-Ludwigs-Universität, ottenendo una cattedra che si occupava di questioni luminari, a cavallo tra filosofia e religione; cattedra che due anni più tardi, nel 1954, viene trasformata nella prima cattedra tedesca di Filosofia della religione cristiana. Dal 1955 al 1956 è Rettore della medesima università e nel 1973 diviene emerito. Negli anni settanta tiene un lungo ciclo di conferenze in Sud America, che culmina, nel 1973, con il conferimento della laurea honoris causa da parte dell'università argentina di Cordoba. Importanti e fruttuose le sue amicizie con Martin Heidegger, Konrad Lorenz e con il filosofo zen-buddista Tjuchimura. Muore il 6 settembre 1983 a Freiburg i.B.

## Il Pensiero
Bernhard Welte è considerato uno dei più importanti filosofi della religione del Novecento. Partendo da posizioni vicine a quelle di San Tommaso, Welte tenta di cogliere l'importanza della fenomenologia, dell'esistenzialismo di Jaspers e della filosofia dell'essere heideggeriana per la filosofia della religione. In particolare, ricollegandosi alla dimensione epocale dell'essere di Heidegger e alla strutturale apertura del Dasein, Welte tenta di comprendere la dimensione storica ed ermeneutica del messaggio religioso. Lo stesso ateismo contemporaneo va letto in questa ottica di epocale divenire nel rapporto tra uomo e Dio. 

## Le Opere
Gesammelte Schriften
- Abt. 1: Grundfragen des Menschseins
  - Bd. 1: Person, 2006
  - Bd. 2: Mensch und Geschichte, 2006
  - Bd. 3: Leiblichkeit, Endlichkeit und Unendlichkeit, 2006
  - Bd. 4: Zu Fragen der Bildung und Erziehung und zu einem neuen Humanismus, 2009
- Abt. 2: Denken in Begegnung mit den Denkern
  - Bd. 1: Meister Eckhart - Thomas von Aquin - Bonaventura, 2007
  - Bd. 2: Hegel - Nietzsche - Heidegger, 2007
  - Bd. 3: Jaspers, 2008
  - Bd. 4: Freiheit des Geistes und christlicher Glaube (1956), 2009
- Abt. 3: Schriften zur Philosophie der Religion
  - Bd. 1: Religionsphilosophie, 2008
  - Bd. 2: Kleinere Schriften zur Philosophie der Religion, 2008
  - Bd. 3: Zur Frage nach Gott, 2008
- Abt. 4: Theologische Schriften
  - Bd. 1: Hermeneutik des Christlichen, 2006
  - Bd. 2: Wege in die Geheimnisse des Glaubens, 2007
  - Bd. 3: Zur Vorgehensweise der Theologie und zu ihrer jüngeren Geschichte, 2007
- Abt. 5: Schriften zur Spiritualität und Predigten
  - Bd. 1: Geistliche Schriften, 2009
  - Bd. 2: Predigten, 2008

## Traduzioni italiane
- Lo spirito del cristianesimo, tra. di M. Accastello, Edizioni Paoline, Cinisello Balsamo 1961
- L'ateismo di Nietzsche e il cristianesimo (Giornale di teologia 229), Queriniana, Brescia 1994
- Sulla traccia dell'eterno, trad. di Giovanni Borsella, Jaca book, Milano 1976
- Dialettica dell'amore, a trad. di Giuseppe Scandiani, Morcelliana, Brescia 1986
- Maria la madre di Gesù, trad. di Clara di Zoppola, Morcelliana, Brescia 1977
- Dal nulla al mistero assoluto. Trattato di filosofia della religione, trad. di Armido Rizzi, Marietti, Casale Monferrato 1985
- La luce del nulla. Sulla possibilità di una nuova esperienza religiosa (Giornale di teologia 142), trad. di Giorgio Penzo e Ursula Kirsch, Queriniana, Brescia 1983
- Che cosa è credere, trad. di Gianni Poletti, Morcelliana, Brescia 1983
- Meditazione sul tempo, in Il dono del tempo, a cura di Bernhard Welte e Josef Blank, Morcelliana, Brescia 1976
- Storicità e rivelazione, a cura di Oreste Tolone, Milella, Lecce 1997
- Sul male. Una ricerca tomista, a cura di Oreste Tolone, Morcelliana, Brescia 2008
- Morire. La prova decisiva della speranza, Prefazione di Bernhard Casper, Introduzione e trad. di Sandro Gorgone, Queriniana, Brescia 2008
- Filosofia del calcio, a cura di Oreste Tolone, Morcelliana, Brescia 2010.